# Океан Ељзи
Океан Ељзи (укр. Океан Ельзи, рус. Океан Эльзы) је украјинска рок група. Створена је 12. октобра 1994. у Лавову. Вођа и вокал групе је Свјатослав Вакарчук.

## Историја
Дана 12. октобра 1994. године основана је нова група Океан Ељзи. У почетку су момци свирали мешавину поп и рок музике. Свјатослав је истовремено постао вокал, главни композитор и текстописац групе. 
У јулу 2004. групи су се придружили басиста Денис Дудко и српски клавијатуриста Милош Јелић. Године 2005, уместо Павела Гудимова, у групи је почео да свира гитариста Петар Черњавски.
Почетком 2013. године сазнало се да се Океан Ељзи поново окупио и да снима нови студијски албум у Бриселу, у легендарном ICP студију, уз помоћ познатог британског продуцента Кена Нелсона, који је сарађивао са Колдплејом и другим познатим британским бендовима. Снимање је трајало од јануара до почетка маја, током овог периода снимљено је од 12 до 16 песама, од којих је 12 уврштено на нови албум. Снимање у студију није текло мирно, како је планирано - 11. априла се сазнало да гитариста Петер Черњавски напушта бенд. Ово се догодило неочекивано за све, пошто рад на албуму још није био завршен. На место Петра Черњавског дошао је српски музичар Владимир Опсеница.
Дана 14. фебруара и 11. априла група објављује синглове "Обійми" и "Стріляй" и клипове за њих. Албум „Земля“ је објављен 20. маја у Украјини и 22. маја у Русији. Винил верзија је објављена 22. маја у Немачкој.  
Након анексије Крима 2014. године, бенд је престао да наступа у Русији.  

## Састав

### Тренутни састав групе (од априла 2013):
- Свјатослав Вакарчук - вокал, рођен 14. маја 1975. године у Мукачеву.
- Денис Глинин - бубњар, рођен 21. октобра 1971. у Лавову.
- Денис Дудко - бас гитариста, рођен 24. новембра 1975. у Харкову.
- Милош Јелић - клавијатуриста, рођен 9. септембра 1981. године у Новом Саду (Србија).

### Бивши чланови бенда
- Јуриј Хусточка
- Дмитриј Шуров
- Павел Гудимов
- Петар Черњавски
- Владимир Опсеница - гитариста, рођен 09.03.1980. године у Новом Саду (Србија).